# Contea di Mercer (Missouri)
La contea di Mercer in inglese Mercer County è una contea dello Stato del Missouri, negli Stati Uniti. La popolazione al censimento del 2000 era di 3 757 abitanti. Il capoluogo di contea è Princeton